# Фания
Фания (на латински: Fannia) е знатна римлянка от 1 век, внучка на Ария Старша.

## Биография
Дъщеря е на философа-стоик Публий Клодий Тразеа Пет (суфектконсул 56 г.) и Ария Младша, дъщеря на Ария Старша и Цецина Пет.
Фания разказва на Плиний Млади за делата на баба си Ария Старша и той ги описва. Смъртта на Ария и Пет става обект на изкуството.
Омъжва се за стоика Гай Хелвидий Приск, който е приятел на поета Персий. По нареждане на Веспасиан Приск е екзекутиран през 71 или 74 г. Фания поръчва на философа Херений Сенецион да напише за съпруга ѝ биография във форма на похвална реч, заради което е екзекутиран от император Домициан.